# 原爆下の対局

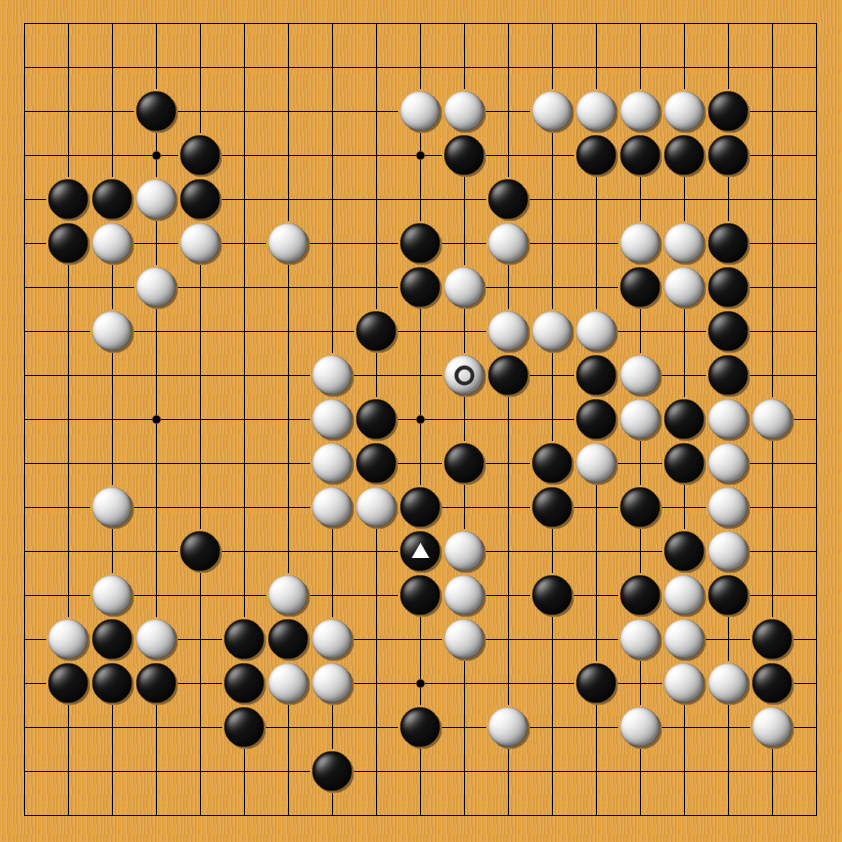
第3期本因坊戦第2局の106手目までの図。白番の橋本本因坊fは106手目を打って勝利を確信した。この後十数手打たれて8月5日は打掛となった。翌8月6日対局再開後に原子爆弾が爆発した。

原爆下の対局（げんばくかのたいきょく）は、1945年（昭和20年）8月6日に行われた囲碁の第3期本因坊戦第2局のこと。対局者は橋本宇太郎本因坊と挑戦者岩本薫七段（いずれも当時）。この対局は広島市郊外の佐伯郡五日市町（現広島市佐伯区吉見園）において行われた。対局中にアメリカ軍の広島市への原子爆弾投下があり、対局者が被爆したことで知られる。原爆対局（げんばくたいきょく）、原爆の碁（げんばくのご）ともいう。
対局が行われていた五日市町吉見園は爆心地から8キロメートルほど離れていたものの、爆風により障子襖などが破壊され対局は一時中断された。混乱はあったが午前中に対局は再開され、原爆投下当日中に終局して白番の橋本本因坊の五目勝となった。

## 経緯

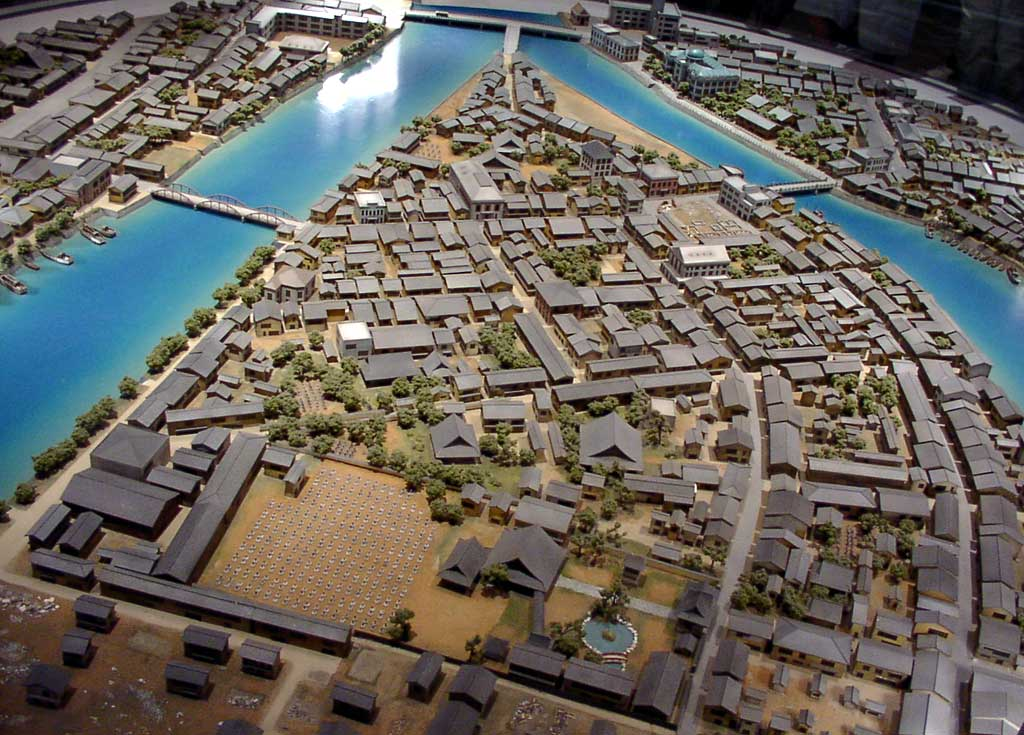
被爆直前の広島市中島町の模型 - 東（右側）の元安川に架かる元安橋と西（左側）の本川に架かる本川橋の2橋を結ぶ中島本通の中ほどに見える、奥行きのある縦長の建物が藤井商事の社屋である。第一局はこの社屋に隣接する別邸で開催された。ここに見える建造物は爆心地（元安橋東詰よりやや北東方面）から至近距離にあり、すべて原爆により壊滅している。

### 背景
1939年（昭和14年）に世襲制が廃止され選手権制になった本因坊戦は、当時の日本の囲碁界で最も権威ある、唯一のタイトル戦であった。この頃は、本因坊戦挑戦手合は2年に1度行われていた。1943年（昭和18年）の第2期本因坊戦では、第1期本因坊であった関山利一（本因坊利仙）七段に橋本宇太郎七段が挑戦。五番勝負の途中で関山本因坊の体調が悪化し、病気棄権により橋本七段が本因坊位に就いた（号は本因坊昭宇）。
第3期本因坊戦は、橋本本因坊に岩本薫七段が挑戦する形で、1945年（昭和20年）、太平洋戦争末期の困難な社会情勢のなかで行われることとなった。このとき日本棋院の東京本院は、1945年5月25日の東京大空襲により、既に焼失している。
地元広島に疎開していた橋本本因坊の師である瀬越憲作八段は、「本因坊の灯を消してはならない」と第3期本因坊戦を広島で開催することを考え、日本棋院の藤井順一広島支部長（貿易商藤井商事の社長）の協力を得て、本川に面した広島市内の藤井の別邸（中島本町/現平和公園内）で六番勝負全局の対局を行うことを決定し、橋本本因坊、岩本七段ともに了承した。
第一局は、7月24日から26日の3日間で行われ、挑戦者岩本七段の白番5目勝ちであった。対局前日、広島市内での対局は危険であるとして、青木重臣中国地方総監府勅任参事官兼第一部長（前広島県警察部長。第一部長は内務省関係の担当。青木一男元大東亜大臣の弟）は、記録係を勤めた三輪芳郎五段（橋本本因坊の弟子）を呼び、「対局が行われる前に警察に電話せよ。職権で中止させる」旨命じられていた。これを聞いた立会人を務めた瀬越八段は「電話をすれば、君は碁界を去らねばならない」と三輪五段に伝えたという。対局日には青木参事官が出張したという偶然もあり、対局中止という事態は避けられたが、対局中、グラマン戦闘機の機銃掃射が対局場の屋根に当たるなど、無事に行われるという状況ではなかった。
出張から戻った青木参事官は、第二局は市内での対局を避けて欲しいとして、中国石炭の津脇勘市社長に依頼して、広島市から8キロほど郊外の、佐伯郡五日市町吉見園（現広島市佐伯区吉見園）にある同社の寮を代替の対局場として提案した。
今度は瀬越八段も断りきれず、また、橋本本因坊も危険な場所での対局は嫌だといったことから、岩本七段が藤井支部長に対局場の変更を申し入れ、藤井支部長も渋々同意し、第二局は、中国石炭の寮で8月4日から6日の3日間で行われることになった。なお、藤井支部長は対局用に疎開先から運んできた食料等を、全て新対局場に提供した。

### 原爆投下
対局3日目の8月6日、午前8時15分、局面は120手目頃であった。この日の対局が始められた直後に（前日までの手順を並べなおした直後という話もある）、アメリカ軍の爆撃機B-29、エノラ・ゲイが投下した原子爆弾が炸裂した。ピカッという光線と大音響がし、爆風で障子襖が倒れ、碁石は飛び、窓ガラスは粉々になったと言われる。橋本昭宇本因坊は吹き飛ばされ、庭にうずくまっていたという。岩本薫の回顧録によれば、
「いきなりピカッと光った。それから間もなくドカンと地を震わすような音がした。聞いたこともない凄みのある音だった。同時に爆風が来て、窓ガラスが粉々になった。（中略）ひどい爆風で私は碁盤の上にうつ伏してしまった（以下略）」
立会人・瀬越は驚くべきことに、端然と床の間を背に正座したままであったという（後に本人は、「腰が抜けて動けなかっただけだ」と語った）。
対局は一時中断されたが、部屋を清掃した後10時半ごろ再開された。両対局者に動揺はあったものの最後まで打ち切り、同日午後4時ごろに終局。白番の橋本本因坊の五目勝となった。 
この原爆で、第一局を開催した広島支部の藤井支部長の家族や関係者は全員死亡し、瀬越憲作八段の三男と甥も命を落とした。なお青木参事官は奇跡的に助かり、後に民選初代の愛媛県知事に就いているが、この対局場の変更を当時の広島で行った良いことの二つのうちの一つに挙げている。

### 原爆対局の後
翌日から橋本本因坊、岩本七段ともに広島市に入り、関係者の消息を尋ねており、元々1日空けて第三局を打つ予定であったが、これ以上広島での対局が困難であること、瀬越八段の中学生の三男の死期が近かったことから、対局は中止とし、橋本本因坊と三輪五段は関西へ、岩本七段は郷里の島根へと帰った。東京の日本棋院では両対局者とも死亡したと思われていたが、2週間ほどして三輪五段が到着して経緯を報告した。
第三局は4ヶ月後の1945年11月11日から13日に、第四局は11月15日から17日に千葉県野田市で打たれ、1勝1敗であった。第五局は11月19日から21日に、第六局は11月22日から24日に東京の目黒で打たれた。二週間で三日制の碁を4局打つというのは、現代では考えられない強行日程である。結果は1勝1敗であった。本因坊の座は規定で日本棋院預りとなり、改めて翌年8月に高野山にて三番勝負が実施され、岩本薫七段が2連勝して第3期本因坊の座についた（高野山の決戦）。なお、被爆死した関係者の慰霊のため、決定三番勝負第一局の二手のみ7月26日に五日市町の西隣の廿日市町（現廿日市市）の蓮教寺で打たれている。
立会人瀬越は1972年に83歳で、橋本宇太郎は1994年に87歳で、岩本薫は1999年に97歳で、いずれも長寿を保って死去している。
なお、岩本薫の基金で1995年に建てられたシアトルの日本棋院囲碁センターの壁には、原爆対局の棋譜がタイル張りで飾られている。